# سويتواتر (فلوريدا)
سويتواتر، مقاطعة ميامي داد (بالإنجليزية: Sweetwater, Miami-Dade County, Florida)‏ هي مدينة تقع في مقاطعة ميامي داد بولاية فلوريدا في الولايات المتحدة. تأسست عام 1941، تبلغ مساحتها 2.1 (كم²)، وترتفع عن سطح البحر م، بلغ عدد سكانها 13499 نسمة في عام 2010 حسب إحصاء مكتب تعداد الولايات المتحدة وتصل الكثافة السكانية فيها 2049.6 نسمة/كم2.

## وصلات خارجية
- http://www.cityofsweetwater.fl.gov/